# Smegma
Smegma (fra græsk: σμήγμα, smegma "talg") er et stof, der dannes fra huden på penis, og som beskytter og smører glans så forhuden let kan trækkes tilbage. Smegma danner grobund for en naturlig bakterieflora, men kan (ved utilstrækkelig eller overdreven hygiejne) skabe irritation og uønsket lugt. Det kaldes bl.a. for nakkeost og er en blanding af smegma, afstødte hudceller, hudfedt og fugtighed (evt. også urin og sædrester), som kan samle sig under mænds forhud og i folderne omkring skamlæberne på kvinder. Smegma kan let fjernes med lunkent vand. Der gendannes hurtigt et nyt tyndt beskyttende lag.
Hos mænd hedder det, på lægelatin, smegma preputii og hos kvinder smegma clitoridis.
Smegma forekommer hos alle pattedyrsarter.

## Link
- The Circumcision Reference Library – How Smegma Serves the Penis

- Wikimedia Commons har flere filer relateret til Smegma

| Anatomi | Spire Denne artikel om anatomi er en spire som bør udbygges. Du er velkommen til at hjælpe Wikipedia ved at udvide den. |